# Chiesa di San Giorgio (Busalla, Sarissola)
La chiesa di San Giorgio è un luogo di culto cattolico situato nella frazione di Sarissola, in via Maria Bonningher, nel comune di Busalla nella città metropolitana di Genova. La chiesa è sede della parrocchia omonima del vicariato del Genovesato della diocesi di Tortona.
Per il patrocinio del santo, ogni anno viene svolta una festa nella prima domenica di maggio.

## Storia e descrizione

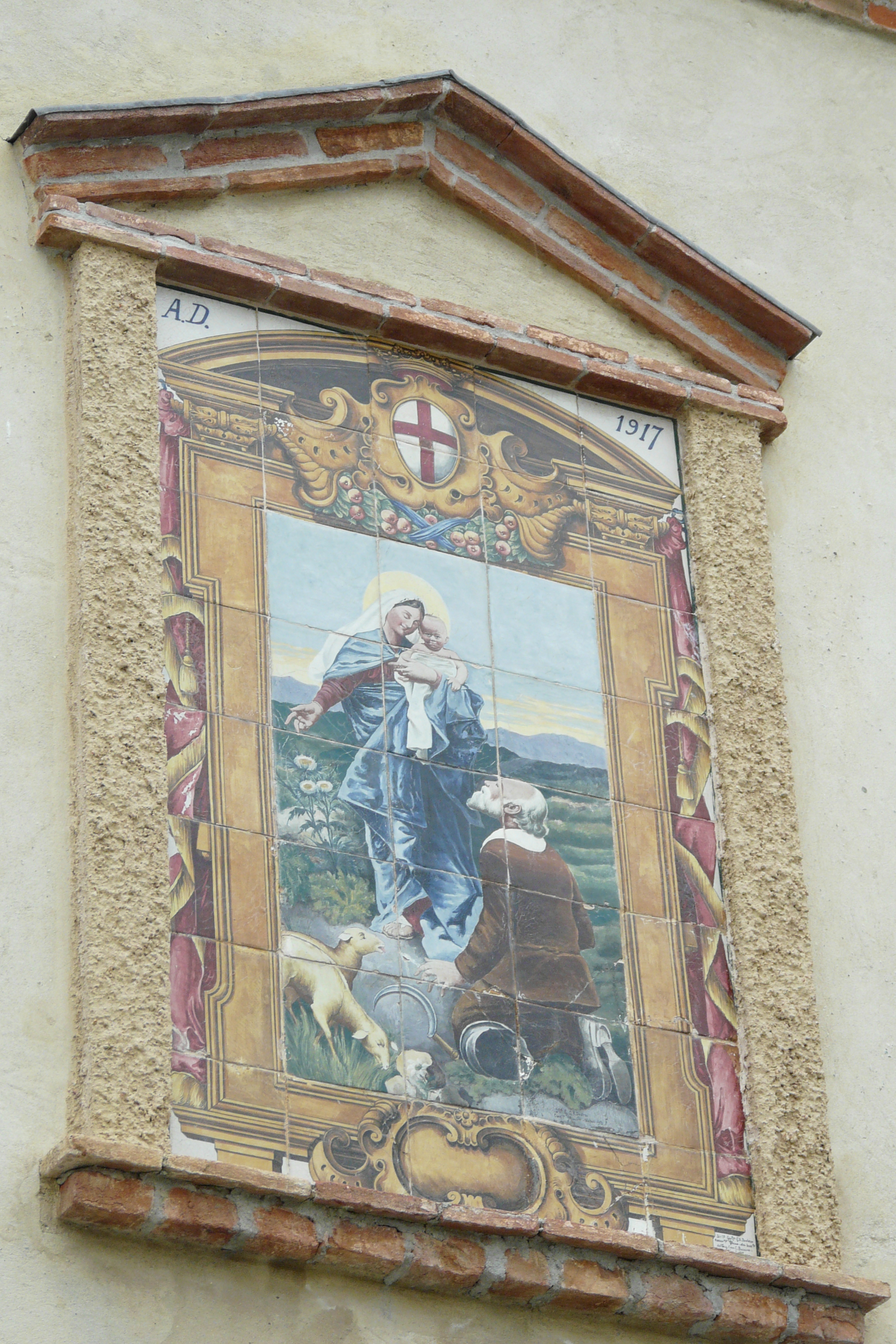
Particolare della chiesa

La parrocchiale, intitolata a san Giorgio, è molto più antica di quella omonima di Busalla. Viene citata per la prima volta in un atto del 1196 anche se alcune vicende storiche fanno risalire la sua fondazione ancor prima di codesta data, forse tra il IX e X secolo.
Passata sotto la diocesi di Tortona, alcuni documenti attestano di come la chiesa fu molto importante, tanto da essere considerata la vera chiesa di Busalla. Nel 1605 le due chiese di Sarissola e di Busalla furono definitivamente paragonate nella rispettiva importanza religiosa.
L'attuale struttura architettonica è risalente al 1913 quando la chiesa fu rivista in stile classico moderno a tre navate. Nel 1930 fu elevata al titolo di arcipretura. Al suo interno è possibile ammirare l'Annunciazione di Bernardo Castello.